# Polyamia texanus
Polyamia texanus är en insektsart som beskrevs av Delong 1926. Polyamia texanus ingår i släktet Polyamia och familjen dvärgstritar. Inga underarter finns listade i Catalogue of Life.